# Atherix basilica
Atherix basilica är en tvåvingeart som beskrevs av Akira Nagatomi 1958. Atherix basilica ingår i släktet Atherix och familjen bäckflugor. Inga underarter finns listade i Catalogue of Life.